# Cosimo Moschettini
Cosimo Moschettini (Martano, 26 agosto 1747 – 2 settembre 1820) è stato uno scienziato agrario italiano salentino appartenente alla corrente della fisiocrazia.

## Biografia
Nasce a Martano, in provincia di Lecce, nel 1747, da Giordano Moschettini e Silvia Capsi, proprietari terrieri.
Ricevuti i primi rudimenti a Martano, dove venne educato dal medico e filosofo Giovanni Maria Grassi, e a Lecce, studiò infine a Napoli laureandosi in medicina. Visse prevalentemente nel paese natio, senza che ciò gli impedisse di sviluppare una forte coscienza di studioso e di intellettuale sui problemi economici dell'agricoltura meridionale ed in particolare salentina. Lo studio dell'economia agraria infatti lo porterà a stretto contatto con la scuola francese dei fisiocrati, che, in opposizione al mercantilismo, considerava la terra come fattore principe della ricchezza. 
Questa impostazione lo porterà a ricercare ogni tecnica ed ogni conoscenza in grado di apportare beneficio ad un'agricoltura meridionale ancora avviluppata in pratiche primitive e, molto spesso, deleterie.
In particolare la sua attenzione cadde sui problemi inerenti all'olivicoltura, e non poteva essere diversamente dato che la sua Martano - e dunque i suoi possedimenti - erano massimamente coperti da quell'annoso albero. Numerosi furono i suoi contributi specie per ciò che concerne la fase patologica del ciclo produttivo dell'olivo. Memorabile fu la contesa con l'altro grande scienziato gallipolino del tempo, Giovanni Presta, sulle origini e sulle cause della malattia della "brusca", patologia capace di ammorbare interi raccolti e distruggere le speranze di profitto di numerosi proprietari del tempo. Nonostante la disputa non si fu in grado di giungere a conclusioni definitive, dal momento che ancora nel 1905, quando, dopo circa un decennio di invasioni di brusca, gli oliveti martanesi erano in pieno declino produttivo.

## Opera
- De caussis morborum commentaria, Napoli, 1769
- Della brusca malattia degli ulivi di Terra d'Otranto, sua natura, ragioni, effetti, ecc., Mazzola-Vocola, Napoli, 1777
- Della rogna degli ulivi, De Dominicis, Napoli, 1790
- Osservazioni intorno agli ostacoli de' trappeti feudali, De Dominicis, Napoli, 1792
- Della coltivazione degli ulivi e della manifattura dell'olio, Nobile, Napoli, 1794